# Srebreno
Srebreno (italsky Breno) je vesnice a přímořské letovisko v Chorvatsku v Dubrovnicko-neretvanské župě, spadající pod opčinu Župa Dubrovačka. Nachází se asi 9 km jihovýchodně od Dubrovníku. V roce 2011 zde žilo celkem 428 obyvatel. Srebreno je střediskem opčiny Župa Dubrovačka, není však jejím největším sídlem.
Vesnice je napojena na silnici D8. Sousedními vesnicemi jsou Brašina, Kupari a Mlini.